# Palina

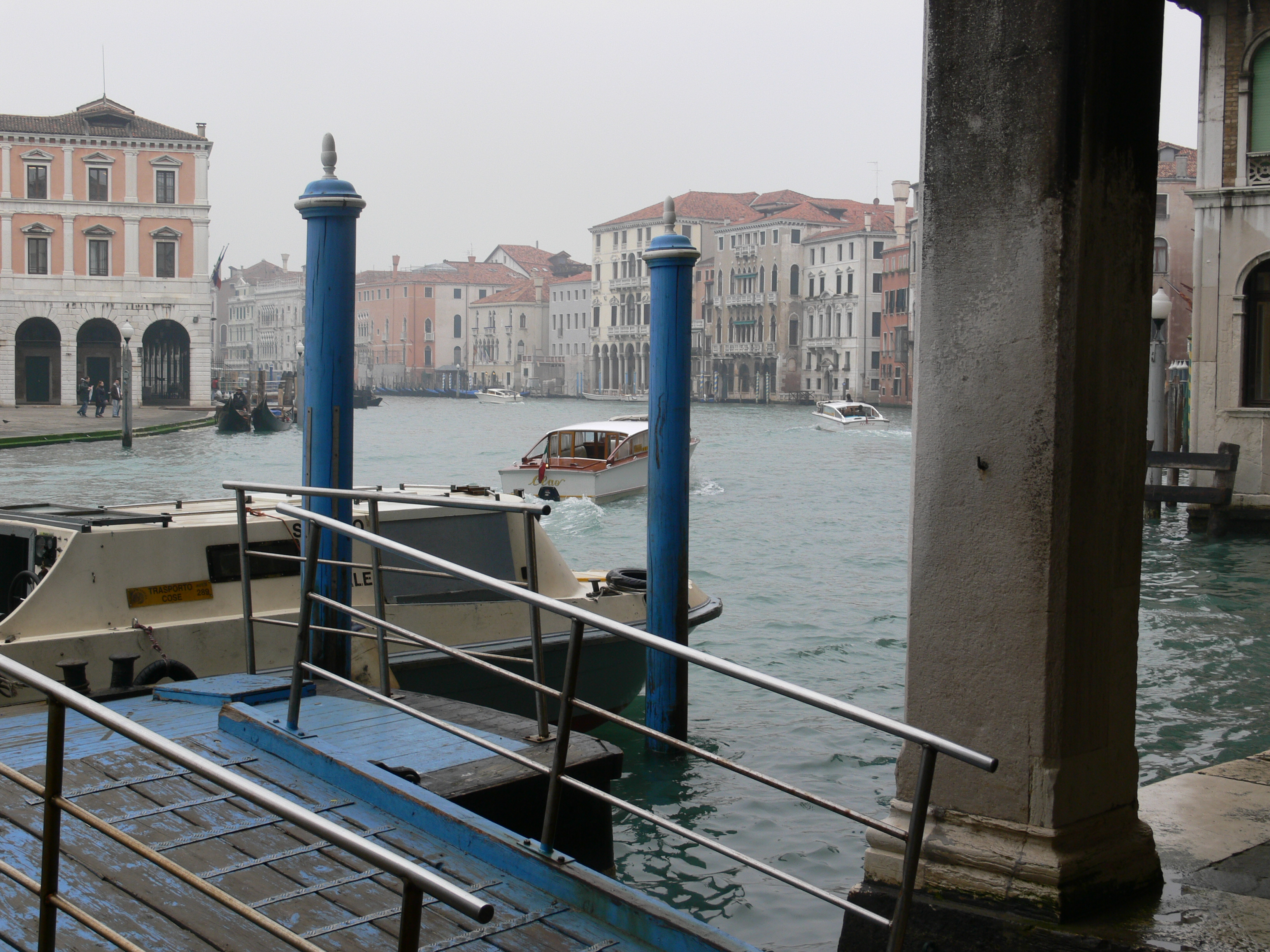
Paline dal Fondaco dei Tedeschi

La palina (in veneziano: palina) è il palo da ormeggio usato nella laguna di Venezia.
A differenza della bricola, è costituito da un singolo palo isolato e serve principalmente per l'ormeggio temporaneo o permanente.
I pali di spessore più ridotto sono utilizzati per l'ormeggio delle barche alle rive lungo i rii o le fondamente mentre i pali di spessore più consistente vengono usati per l'ormeggio in aperta laguna o per l'ormeggio di mezzi di grosse dimensioni, come motonavi, tòpi da carico o motoscafi ad alta capienza.
Ai tempi della Repubblica di Venezia esisteva un magistrato apposito che doveva supervisionare e autorizzare ogni impianto di nuove paline per salvaguardare il delicatissimo equilibrio idro-geologico della laguna. Infatti, un palo piantato in laguna costituisce un potenziale nucleo di interramento con conseguenze negative anche sulla salubrità complessiva ("Palo fa palù", "un palo crea palude"). Per tale motivo la Repubblica decise che era necessario regolamentarne l'impiego onde prevenire abusi potenzialmente pericolosi per la stessa sopravvivenza della città.